# Humanitär intervention
Humanitär intervention är ett militärt ingripande i en stat utan dess samtycke för att skydda mänskliga rättigheter och göra det möjligt för humanitära organisationer att nå fram med sin hjälp. Beslut om sådan intervention fattas normalt av FN, eftersom det anses strida mot staternas suveränitet.